# Ejido la Soledad, Veracruz
Ejido la Soledad är en ort i Mexiko.   Den ligger i kommunen San Juan Evangelista och delstaten Veracruz, i den sydöstra delen av landet, 500 km öster om huvudstaden Mexico City. Ejido la Soledad ligger 46 meter över havet och antalet invånare är 146.
Terrängen runt Ejido la Soledad är huvudsakligen platt. Ejido la Soledad ligger nere i en dal. Runt Ejido la Soledad är det glesbefolkat, med 10 invånare per kvadratkilometer. Närmaste större samhälle är Estación Juanita, 19,3 km norr om Ejido la Soledad. Omgivningarna runt Ejido la Soledad är en mosaik av jordbruksmark och naturlig växtlighet.